# Ruinele cetății Székely Támadt
Ruinele cetății Székely Támadt sunt un monument istoric aflat pe teritoriul municipiului Odorheiu Secuiesc.